# 凱倫·穆德
凱倫·穆德（荷蘭語：Karen Mulder，1970年6月1日—），荷蘭超級名模與歌手，曾與歌地亞·雪花、娜奧美·金寶一起推出屬於她們個人形象的芭比娃娃。是前任卡文·克萊、盖尔斯與維多利亞的秘密之專屬模特兒。

## 私人生活
2002年，凱倫於法國的一個電視節目中，公開大爆模特兒界黑幕，表示她曾被經理人強姦之外，也會為了獲得好工作被迫跟有權勢的人上牀。其透露童年時曾遭受性侵。但後來凱倫表示要收回這些話並公開道歉。幾天後，凱倫企圖服用安眠藥自殺，最後獲救。